# 织金瘰螈
织金瘰螈（学名：Paramesotriton zhijinensis），一种分布于中华人民共和国贵州省织金县的两栖动物，隶属于蝾螈科瘰螈属。

## 形态特征
成年雄螈平均全长112.7毫米，头体长62.7毫米左右；成年雌螈全长116.8毫米，头体长62.5毫米。头部略扁平，前窄后宽，头长明显大于头宽。尾基部圆柱状，向后逐渐侧扁。体背面为浅黑褐色或土黄色，背部中央棱嵴两侧各有1条明显的土黄色纵纹；身体腹面黑色，并缀以不规则的橘红色或橘黄色的点状斑纹。四肢基部有橘红色圆形斑点。

## 生活习性
织金瘰螈仅发现于贵州省织金县，生活在海拔1300～1400米水流较平缓的山溪里或有地下水流出的水塘中。成螈白天常隐伏在溪底石下、腐叶堆或溪边草丛中，很少活动。